# Mesoclanis magnipalpis
Mesoclanis magnipalpis är en tvåvingeart som först beskrevs av Mario Bezzi 1920.  Mesoclanis magnipalpis ingår i släktet Mesoclanis och familjen borrflugor. Inga underarter finns listade i Catalogue of Life.